# Sedm dcer Eviných
Sedm dcer Eviných (2004, ISBN 80-7185-619-3) je kniha britského autora Bryana Sykese, která popularizuje teorii lidské mitochondriální genetiky. Sykes popisuje principy genetiky a lidské evoluce, specifika mitochondriální genetiky a analyzuje pravěkou DNA ve snaze najít pojítko mezi moderním člověkem a jeho dávnými předky.
S využitím poznatků mitochondriální genetiky Sykes zpětně sleduje lidské migrace, diskutuje teorii opuštění Afriky a vyvrací Heyerdalovu teorii peruánského původu Polynésanů. Zde předpokládá, že pocházejí z Indonésie. Dále popisuje využití mitochondriální DNA při identifikaci ostatků cara Mikuláše II. Alexandroviče nebo pro hodnocení genetické výbavy současných Evropanů.
Název knihy vychází z jednoho z výsledků mitochondriální genetiky, jímž je roztřídění veškerých současných Evropanů do 7 skupin, tzv. mitochondriálních haploskupin. Každá haploskupina je definována sadou charakteristických mutací mitochondriální DNA a lze ji stopovat po mateřské linii zpětně až ke specifické pravěké ženě. Sykes hovoří o takových ženách jako o „matkách klanu“. Tyto ženy nežily současně a některé z nich jsou pravděpodobně potomky jiných, avšak nikoliv v mateřské linii. Všechny tyto ženy však sdílely v mateřské linii společného předka, tzv. mitochondriální Evu.
Závěr knihy obsahuje sérii fiktivních příběhů, vycházejících z autorovy představy o životě každé z těchto sedmi matek klanu. Tato část se nesetkala s příliš pozitivní kritikou.

## Haploskupinysedmi dcer Eviných
Sedmi „matkám klanu“ zmiňovaných Sykesem odpovídají následující haploskupiny:
- Uršula: odpovídá haploskupině U (bez podskupiny K)
- Xénie: odpovídá haploskupině X
- Helena: odpovídá haploskupině H
- Velda: odpovídá haploskupině V
- Tara: odpovídá haploskupině T
- Kateřina: odpovídá haploskupině K
- Jasmína: odpovídá haploskupině J

| Fylogenetický strom haploskupin lidské mitochondriální DNA (mtDNA) |                                      |      |      |      |      |      |      |      |      |      |      |      |      |      |    |    |        |        |   |   |   |   |   |   |   |  |   |   |   |   |  |  |  |  |    |    |    |
|                                                                    | Poslední společný předek (mtDNA) (L) |      |      |      |      |      |      |      |      |      |      |      |      |      |    |    |        |        |   |   |   |   |   |   |   |  |   |   |   |   |  |  |  |  |    |    |    |
| L0                                                                 | L1–6                                 | L1–6 | L1–6 | L1–6 | L1–6 | L1–6 | L1–6 | L1–6 | L1–6 | L1–6 | L1–6 | L1–6 | L1–6 | L1–6 |    |    |        |        |   |   |   |   |   |   |   |  |   |   |   |   |  |  |  |  |    |    |    |
| L0                                                                 | L1                                   | L2   |      |      |      | L3   | L3   | L3   | L3   | L3   | L3   | L3   | L3   | L3   | L3 | L3 | L3     | L3     |   |   |   |   |   |   |   |  |   |   |   |   |  |  |  |  | L4 | L5 | L6 |
| L0                                                                 | L1                                   | L2   | M    | M    | M    | M    | M    | M    | M    | N    | N    | N    | N    | N    | N  |    |        |        |   |   |   |   |   |   |   |  |   |   |   |   |  |  |  |  | L4 | L5 | L6 |
| L0                                                                 | L1                                   | L2   | CZ   | CZ   | D    | E    | G    | Q    |      | O    | A    | S    | R    | R    | R  | R  | R      | R      | R | R | R | R | R | R | R |  | I | W | X | Y |  |  |  |  | L4 | L5 | L6 |
| L0                                                                 | L1                                   | L2   | C    | Z    | D    | E    | G    | Q    | B    | O    | A    | S    | F    | R0   | R0 |    | pre-JT | pre-JT |   |   | P | P |   | U |   |  | I | W | X | Y |  |  |  |  | L4 | L5 | L6 |
| L0                                                                 | L1                                   | L2   | C    | Z    | D    | E    | G    | Q    | B    | O    | A    | S    | F    | HV   | HV | JT | JT     | K      |   |   | P | P |   |   |   |  | I | W | X | Y |  |  |  |  | L4 | L5 | L6 |
| L0                                                                 | L1                                   | L2   | C    | Z    | D    | E    | G    | Q    | B    | O    | A    | S    | F    | H    | V  | J  | T      | K      |   |   | P | P |   |   |   |  | I | W | X | Y |  |  |  |  | L4 | L5 | L6 |

## Další dcery
Sykes předpokládá u současné evropské populace 7 hlavních mitochondriálních linií. Jiní autoři se pohybují v rozmezí 10–12. Tyto dodatečné „dcery“ zahrnují haploskupiny I, M a W.
Sykes zároveň pojmenoval dalších 29 matek klanů celého světa, z nichž každá odpovídá jiné haploskupině: Fufei, Ina, Aiyana/Ai, Yumi, Nene, Naomi, Una, Uta, Ulrike, Uma, Ulla, Ulaana, Lara, Lamia, Lalamika, Latasha, Malaxshmi, Emiko, Gaia, Chochmingwu/Chie, Djigonasee/Sachi, Makeda, Lingaire, Lubaya, Limber, Lila, Lungile, Latifa and Layla.